# Grande Sertão (Roman)

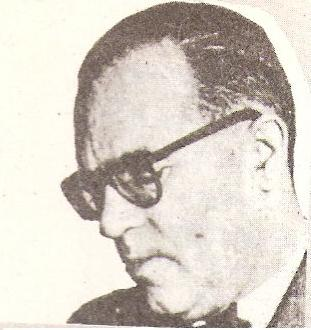
João Guimarães Rosa

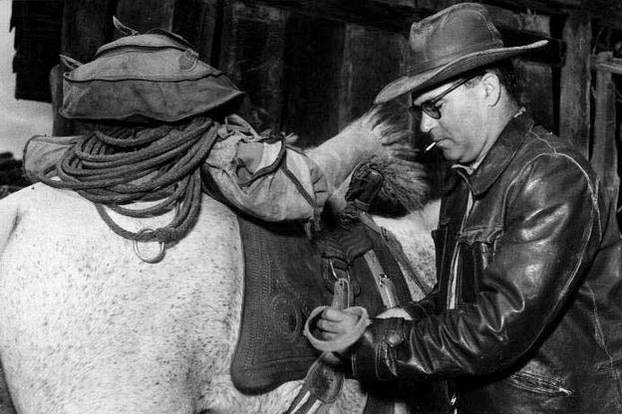
Guimarães Rosa auf einem Ausritt 1952

Grande Sertão: veredas („Der große Sertão: Pfade“) ist ein 1956 erschienenes Prosawerk des brasilianischen Schriftstellers João Guimarães Rosa. Curt Meyer-Clason übersetzte es ins Deutsche. 1964 erschien das Werk unter dem Titel Grande Sertão. Roman bei Kiepenheuer & Witsch in Köln. Der im Deutschen häufig, aber nicht von Rosa selbst als Roman bezeichnete Text gibt das wieder, was Riobaldo, ein alter Gutsbesitzer und ehemaliger Chef einer Söldnerbande, einem Zuhörer erzählt, der sich nie zu Wort meldet und anonym bleibt. Grande Sertão: veredas gehört zu Rosas Hauptwerk und gilt als eines der bedeutendsten Werke der lusophonen Literatur. Viele zählen das Werk zur Weltliteratur.
Ursprünglich konzipierte Rosa den Roman als eine der Novellen im Buch Corpo de Baile, das ebenfalls 1956 erschien. Der Text wuchs jedoch stark an und gewann an Eigenständigkeit. Der Roman spielt im brasilianischen Hinterland, dem namengebenden Sertão, um die Jahrhundertwende des 19. zum 20. Jahrhundert. Zu der von Machismo geprägten Männerwelt steht die homoerotische Beziehung des Erzählers Riobaldo mit seinem engsten Freund Diadorim in einem unüberwindlichen Widerspruch. Die Söldnerbande mit den beiden erwähnten Hauptfiguren ist beinahe ständig unterwegs. Ihr Weg führt kreuz und quer, vorwärts und rückwärts durch den Sertão. Diese ziel- und endlose Bewegung wirkt als labyrinthische Situation beklemmend. Die leitmotivisch wiederkehrende Frage nach dem Teufel und danach, ob ein Teufelspakt stattgefunden habe und er sich erfülle, eröffnet intertextuelle Bezüge zum Fauststoff. Mit der Frage nach der Existenz des Teufels und dem Kampf gegen Hermogenes, den Erzfeind von Riobaldo und Diadorim, stellt Guimarães Rosa Gut und Böse dar, deren Verhältnis zueinander sich aber schwer als Entweder-oder verstehen lässt. Insgesamt stellt Guimarães Rosa das Bild einer Gesellschaft dar, in der das Verbrechen integraler Bestandteil des politischen und sozialen Systems ist.

## Inhalt

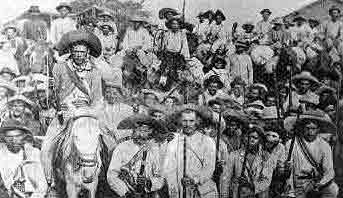
Jagunços in Juazeiro do Norte

Rosas Roman handelt von den beiden Protagonisten Riobaldo und Reinaldo, beide Söldner einer gesetzlosen Bande im Dienst rivalisierender Großgrundbesitzer und Politiker im brasilianischen Sertão, dem als rückständig geltenden Hinterland der Bundesstaaten Minas Gerais, Goiás und Bahia. Der alte Riobaldo, Besitzer eines Landguts am Rande des Sertão, gibt einem anonymen Besucher aus der Stadt eine Einführung in die Welt des Sertão, die weit entfernt von staatlichen Dienstleistungen wie Schulen, Spitälern und staatlicher Kontrolle war und deren nur rudimentär gebildete Bevölkerung dem Schalten und Walten von Großgrundbesitzern ausgesetzt war. Anschließend erzählt er ihm von seiner Kindheit als Sohn eines Gutsherrn in Minas Gerais. Prägend für ihn war eine Begegnung mit einem etwa gleichaltrigen Jungen. Zusammen überquerten sie in einem Einbaum den Rio São Francisco. Dabei befiel Riobaldo schreckliche Angst, weil er nicht schwimmen konnte. Gleichzeitig bewies der fremde Junge Mut, Gelassenheit und Sicherheit, was Riobaldo faszinierte. Als sie sich trennten, wusste Riobaldo nicht einmal den Namen des sympathischen Jungen. Nach der Schilderung der Jugendjahre auf der Fazanda seines Vaters, der Schule in Corinto und der anschließenden Arbeit als Lehrer und Sekretär bei Zé Bebelo beschreibt Riobaldo seine zweite Begegnung mit dem ehemaligen Jungen, mit dem er im Einbaum den Fluss überquert hatte. Inzwischen war der Junge ein junger Mann, der sich als der Jagunço (Söldner) Reinaldo vorstellte. Bewegt von der Wiederbegegnung folgte ihm Riobaldo in die Söldnertruppe von Joca Ramiro. Anschließend schildert der Erzähler seine Zuneigung zu Reinaldo, die gegenseitig war. Dieser gab ihm seinen geheim gehaltenen Namen Diadorim preis, der ein intimes Geheimnis der beiden bleiben sollte. Die Liebe der beiden Freunde war angesichts der machistischen Gesellschaft des Sertão ein Tabu. Deshalb erklärte sich Riobaldo nicht offen zu dieser Liebe. Parallel dazu stellt Riobaldo seine aufkeimende Liebe für Otacília, Einzelkind eines Gutsherrn, dar, der er versprach, sie nach seiner Rückkehr zu heiraten. Zu diesen zwei von Liebe, Sympathie, Treue, aber auch von Eifersucht geprägten Beziehungen stellt der Erzähler eine gegenteilige dar. Er berichtet von Joca Ramiros Tod. Dieser wurde von seinen eigenen Hauptleuten Hermógenes und Ricardão verraten und hinterrücks erschossen. Dieser Mord am allseits hochgeachteten Joca Ramiro löste tiefe Trauer aus und nährte Hass und Wut. Damit begann der Rachefeldzug gegen die beiden Verräter, dem sich Riobaldo und Diadorim nun verschrieben.
Im Folgenden berichtet Riobaldo über den zweiten Teil seines Lebens als Jagunço. Er übernahm die Führung der Söldnertruppe und wurde als Urutú-Branco, Weiße Klapperschlange, geachtet und gefürchtet. Bei den Veredas Mortas entschloss er sich für einen Pakt mit dem Teufel, der aber nicht in Erscheinung trat. In Paredão fand die entscheidende letzte Schlacht gegen Hermógenes statt. Dabei kam es zu einem Duell zwischen Hermógenes und Diadorim, die beide den Tod fanden. Riobaldo erzählt weiter, dass er die Gutsbetriebe seines Patenonkels Selorico Mendes, der eigentlich sein Vater war, erbte und als gemachter Mann erschien. Durch seine Heirat mit Otacília wurde er zum anerkannten Großgrundbesitzer, der von seinen Jagunços beschützt wird. Immer wieder steigen Erinnerungen an entscheidende Orte und Momente seines Lebens auf, wie etwa an die Veredas Mortas, an den Pakt mit dem Teufel und die Frage nach einem Verrat an Diadorim, nach der Schuld an dessen Tod und danach, wie es möglich war, bis zum Tod seines besten Freundes Diadorim nicht erkannt zu haben, dass dieser eine Frau war.

## Erzählform
„Hat nichts auf sich. Das Knallen, das Sie vorhin gehört haben, war keine Schießerei, da sei Gott vor.“

Mit diesen Worten beginnt Riobaldo seinem Zuhörer, der sich nie zu Wort meldet und bis am Schluss anonym bleibt, von seinem Leben und dem Sertão zu erzählen. Es handelt sich bei dieser Erzählung nicht um einen Roman im herkömmlichen Sinn, sondern um einen über 500 Seiten langen Monolog. Trotz dieser Sonderform spricht die Sekundärliteratur in Anlehnung an die deutsche Übersetzung, welche die Erzählung gleich im Titel als Roman etikettiert, meist von einem Roman.

### Fokalisierung
Der Erzähler namens Riobaldo wendet sich an einen fiktiven Zuhörer, der anonym bleibt. Er wird vage als Gebildeter, als geduldiger Zuhörer angesprochen, der sich für Tiere und Pflanzen des Sertão interessiert und einige Tage scheinbar zufällig zu Gast bei Riobaldo weilt. Sein Besuch ist Anlass für die Erzählung.
Der Ich-Erzähler schildert seinem Zuhörer während dreier Tage seine Erlebnisse aus der Zeit, als er einer Gruppe von Jagunços (auch Cangaceiros genannt) angehörte. Das waren in Brasilien mittellose Banditen, Mitglieder gesetzloser Räuberbanden im Dienste rivalisierender Politiker oder Großgrundbesitzer, die sich untereinander bekriegten oder auch gegen Regierungstruppen kämpften. Riobaldo funktioniert als Erzählinstanz und spielt in der erzählten Geschichte die Rolle der Hauptfigur, was für Ich-Erzählungen typisch ist. Der Erzähler Riobaldo, der im Rückblick auf sein Leben und die erzählte Geschichte mehr weiß als die Figuren, hält sich in Bezug auf das Wissen, das er erzählt, an das, was Riobaldo als Jagunço zur erzählten Zeit wusste. Es handelt sich nach Gérard Genette um die Fokalisierung auf eine Figur. Deutlich erkennbar wird diese Fokalisierung daran, dass der alte Riobaldo natürlich von Anfang der Erzählung an den Namen und das Geschlecht seines bestens Freundes kennt. Dieser wird aber im Sinne der Fokalisierung zuerst ohne Namen und als Knabe in die Geschichte eingeführt, schließlich mit dem Vornamen Reinaldo vorgestellt, etwas später mit dem intimen Geheimnamen Diadorim und erst nach dessen Tod gegen Ende der Erzählung mit dem vollständigen Namen und dem wahren Geschlecht: Diadorim war kein Mann, sondern eine Frau namens Maria Deodorina da Fé Bettancourt Martins. Die Erzählinstanz vermittelt im Ablauf ihrer Rede stets gerade so viel Wissen, wie die Figur des Jagunço Riobaldo zur erzählten Zeit wusste.

### Modus
Wie nah oder wie distanziert steht der Erzähler den Figuren? Dies reguliert der Erzähler, indem er seinen Figuren direkte Rede zugesteht oder das, was sie denken und sagen, dem Leser nur indirekt vermittelt. Letzteres nennt Genette den narrativen Modus und Ersteres den dramatischen. Riobaldo lässt seine Figuren oft selbst sprechen, es gibt oft direkte Figurenrede. Das betrifft aber meist kurze Passagen. Weit häufiger tritt Riobaldo als Erzähler stark in Erscheinung. Er stellt zudem sein Verhalten als Jagunço in Frage und sinniert über seine Schuld, was eine kritische Distanz zu sich als Jagunço und den Figuren voraussetzt. Der dominierende Erzählmodus ist der narrative. So gesehen lässt sich der Erzählmodus beschreiben als eine Mischung aus Bewusstseinsstrom und Innerem Monolog.
Auffallend ist, dass der anonyme Zuhörer, der gar nicht so schweigsam ist, wie man Riobaldos Bemerkungen entnehmen kann, nie mit direkter Figurenrede dargestellt wird. Der Erzähler richtet Fragen an den anonymen Zuhörer, fordert ihn zur Teilnahme am Dialog auf: «Einverstanden? Sagen Sie es frei heraus, ich bitte Sie darum. Sie tun mir damit einen Gefallen.» Trotz solcher Aufforderungen zur Teilnahme am Gespräch, kommt der Zuhörer nie in direkter Rede zu Wort. Der Erzähler nimmt auch Fragen des Zuhörers vorweg: «Was - so werden Sie mich fragen - war das also?» Und: «Vupes war Ausländer, ein Deutscher […] Sie haben ihn gekannt? Die Welt ist doch ein Dorf! Wie sprechen Sie seinen Namen aus? Wusp? Ganz recht. Seu Emílio Wuspes... Wúpsis... Vuspes.» Die Passagen machen deutlich, dass Riobaldos Erzählung kein Monolog im herkömmlichen Sinn ist. Darauf hatte schon Roberto Schwarz 1960 hingewiesen. Er hielt Riobaldos Monolog für die eine Hälfte eines Dialogs. Odilo Kreutz spricht von einem Dialog-Monolog.
Dadurch, dass diese Kommentare und Fragen jedoch nicht explizit dem fiktiven Zuhörer in den Mund und als direkte Rede wiedergeben werden, wird dem Leser eine sehr intime und intensive Auseinandersetzung mit den ethischen Problemen des Erzählers ermöglicht und gleichzeitig die Illusion verstärkt, an die Stelle des Zuhörers zu treten, und damit eine Identifikationsfigur geboten. Die Form eines Monologs wird durch die Reaktionen Riobaldos auf die Kommentare des fiktiven Zuhörers durchbrochen. Was der Leser dargestellt bekommt, ist, wie bereits erwähnt, sozusagen die eine Hälfte eines Dialogs.

### Die erzählte Zeit
Laut Willi Bolle erzählt Riobaldo seine Geschichte gegen Ende der 1920er Jahre. Die erzählten Ereignisse trugen sich etwa drei Jahrzehnte früher um die Jahrhundertwende zu. Der Bau der Eisenbahnlinie von Sete Lagoas nach Curvelas war damals noch in Planung. Die Transportmittel waren Pferde und Maultiere. Im Sertão gab es weitflächige Fazendas, die Viehzucht betrieben und deren Besitzer Jagunços zur Verfügung hatten. Deshalb galt diese Region als rückständig, unterentwickelt und gefährlich. Berthold Zilly rückt die erzählte Zeit näher an die Entstehungszeit des Werks. Zu dieser Einordnung gelangt er aus zwei Gründen: Erstens weil die Erlebnisse des Zweiten Weltkriegs den Schriftsteller, der während des Zweiten Weltkriegs als Diplomat in Hamburg gelebt hatte, dazu angeregt haben mögen, den Sertão in einem permanenten Kriegszustand darzustellen, als eine Art Kriegsroman, in dem Krieg und Kriminalität eng miteinander verknüpft sind. Und zweitens die Epoche der beschleunigten Modernisierung Brasiliens, als die neue Hauptstadt Brasília unter dem Präsidenten Getúlio Vargas und der Leitung des Stadtplaners Lúcio Costa und des Architekten Oscar Niemeyer im Sertão entworfen und zwischen den Jagunço-Banden und den sie anführenden Grundherren gekämpft wurde und einige von ihnen und die Regierung unzureichend versuchten, Ordnung und Fortschritt zu erzwingen. Das spiegele sich in Rosas Roman.

#### Sieben Kompositionseinheiten
Martin Münchschwander schlägt für Riobaldos Erzählfluss sechs Primärphasen und mehrere Sekundärphasen vor. Dies ist insofern hilfreich, da sich Riobaldos Erzählfluss über mehr als 500 Seiten erstreckt und Rosa keine Gliederung in Kapitel vorsah. Die Einteilung in Kapitel würde die Illusion eines spontanen Monologs bzw. Dialogs stören. Aufgrund der zeitlichen Struktur, insbesondere aufgrund der fiktiven Reaktionen des Zuhörers, die einen zeitlichen Sprung aus der erzählten Vergangenheit in die erzählte Gegenwart mit sich bringen, teilt Münchschwander den Roman in sechs Primärphasen, wobei sich die einzelnen Phasen nicht streng chronologisch fortbewegen. Da Riobaldo erzählt, um sich seines Menschseins zu vergewissern, ist dieser Prozess nicht planbar, verläuft also oft assoziativ. Durch Assoziationen ausgelöste Vorausdeutungen und Rückwendungen erzeugen auch innerhalb einer Phase Sprünge, die nur deshalb keine Brüche hervorrufen, weil sich ihr Reihungsprinzip auf Assoziationen zum gerade Erzählten gründen.
Willi Bolle, Professor für Literaturwissenschaft an der Universität São Paulo, nimmt Münchschwanders Vorschlag auf und beschreibt sieben Kompositions-Einheiten. In vier davon steht die Erzählsituation im Vordergrund, bei den übrigen drei handelt es sich um den Inhalt der erzählten Geschichte. Demnach lässt sich die Komposition wie folgt gliedern. Die angegebenen Seitenzahlen beziehen sich auf dieselbe deutsche Ausgabe, die in diesem Artikel auch den übrigen Zitaten aus Grande Sertão zugrunde liegt.
1. Die Einleitung (Proömium) stellt dem Leser die Erzählsituation und den Ort des Erzählens vor. Der Fazendeiro (Besitzer eines landwirtschaftlichen Betriebs in Brasilien) und ehemalige Jagunço Riobaldo gibt seinem Besucher, einem gebildeten Städter, eine Einführung in die Welt des Sertão. Zu diesem Zweck erzählt er ihm verschiedene Geschichten aus dieser Region. Die Fazenda liegt am linken Ufer des Rio São Francisco, in der Kontaktzone zwischen dem Sertão und der Zivilisation, die von den Kleinstädten Sete Lagoas, Curvelo, Corinto und Andrequicé repräsentiert wird. (S. 11–32)
2. Ausschnitt aus dem Jagunçoleben: Riobaldo beginnt seine Erzählung seines Lebens als Jagunço, und zwar mitten hinein. Es ist eine Durchquerung des Sertão in alle Himmelsrichtungen. Die zentralen Handlungsorte befinden sich in der Region des Urucúia-Flusses. Dieses Gebiet ist bis heute eines der ärmsten von Minas Gerais. (S. 32–94)
3. Erster Unterbruch der Erzählung: Riobaldo spricht von der Schwierigkeit des Erzählens und setzt zu einem Neubeginn an, indem er sein Leben nun in chronologischer Folge schildert. (S. 94–96)
4. Erster Teil der Lebensgeschichte von Riobaldo: Ein prägendes Erlebnis war in frühen Jahren die Begegnung mit dem Jungen (Diadorim), mit dem er den Rio São Francisco in einem Einbaum überquert hatte. Nach den Jugendjahren auf der Fazanda seines Vaters, der Schule in Corinto und der anschließenden Arbeit als Lehrer und Sekretär bei Zé Bebelo begegnet er wieder dem Jungen, der sich als der Jagunço Reinaldo vorstellt. Bewegt von der Wiederbegegnung folgt ihm Riobaldo in die Bande von Joca Ramiro. Zusammen durchqueren sie den wilden Norden auf der östlichen Seite des Rio São Francisco. Infolge der Ermordung des Jagunçoführers Joca Ramiro durch die Verräter Hermógenes und Ricardão bricht ein Krieg zwischen den Banden aus, der erst am Schluss des Romans zu Ende geht. (S. 96–287)
5. Zweiter Unterbruch der Erzählung und Neuansatz: Riobaldo berichtet seinem Zuhörer nun von seinen „Fehlern“ und von seiner „Schuld“. Dabei nimmt er auch Bezug auf den Rio São Francisco, der sein Leben „in zwei Teile geteilt hat.“ (S. 287–290)
6. Zweiter Teil der Lebensgeschichte von Riobaldo: Riobaldo knüpft mit seiner Fortsetzung der Erzählung dort an, wo er sie im anfänglichen Teil unterbrochen hatte. Nun berichtet er über den zweiten Teil seines Lebens als Jagunço. Bei den Veredas Mortas beschließt Riobaldo, einen Pakt mit dem Teufel einzugehen. Er übernimmt das Kommando der Bande und praktiziert das Jagunço-System. In Paredão findet die entscheidende letzte Schlacht statt. Dabei kommt es zu einem Duell zwischen Hermógenes und Diadorim, die beide den Tod finden. (S. 290–544)
7. Epilog: Riobaldo erscheint als gemachter Mann, als Großgrundbesitzer, der von seinen Jagunços beschützt wird. Immer wieder steigen Erinnerungen an entscheidende Orte und Momente seines Lebens auf, wie etwa an die Veredas Mortas, an Diadorim oder an den Pakt mit dem Teufel. (S. 544–550)[26]

### Räumliche Darstellung

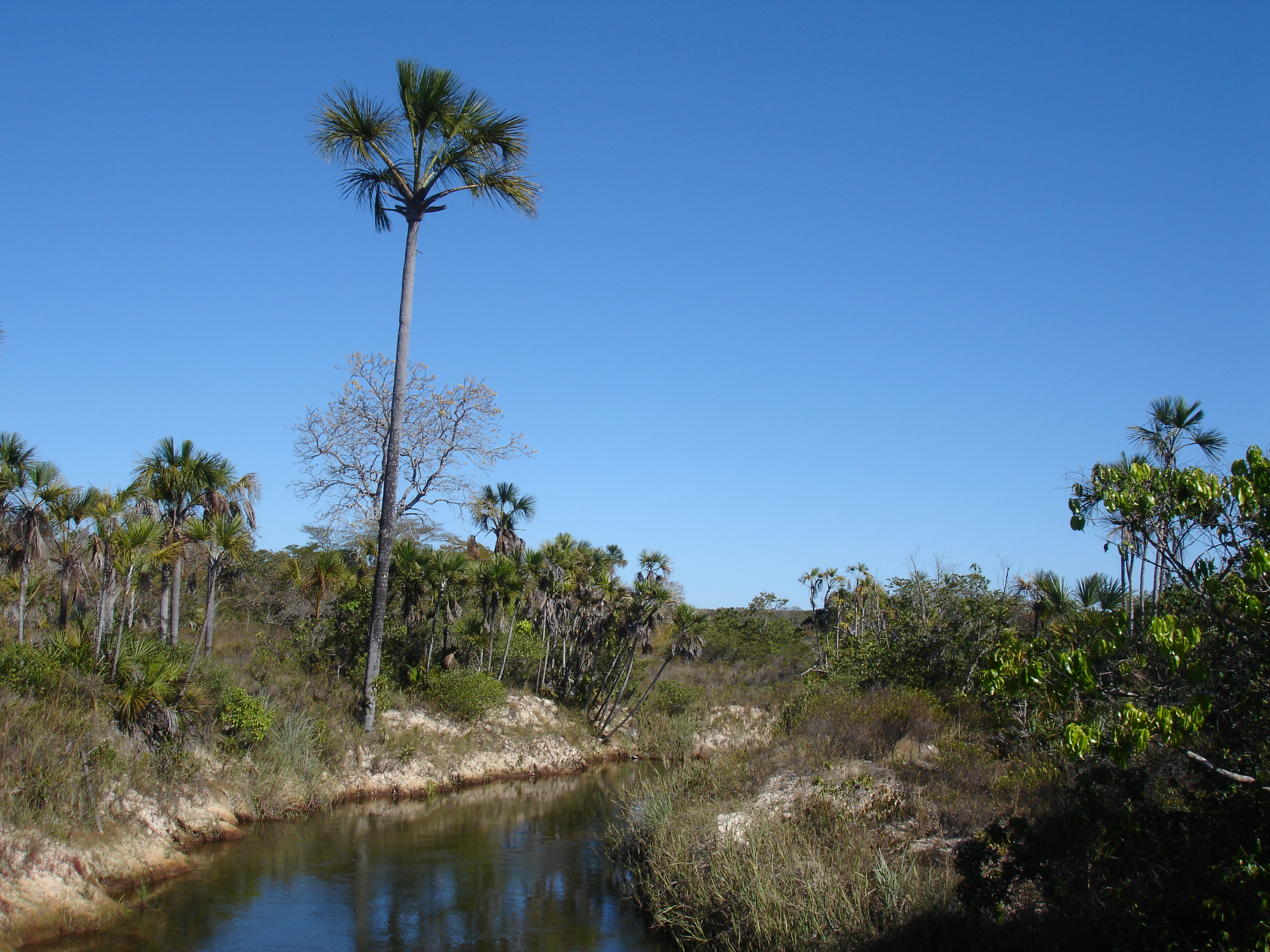
Dieses Biotop ist eine Vereda – je nach Jahreszeit ein Ort im Cerrado mit einem Wasserloch, einem Rinnsal oder einem Bach, in dessen Nähe typisches Buschwerk und Bäume (Buriti-Palme) wachsen. (Foto aus dem Parque nacional Grande Sertão Veredas)

Die erzählte Geschichte spielt sich im Norden des Bundesstaates Minas Gerais und den angrenzenden Regionen der Bundesstaaten Bahia und Goiás ab, jenseits der Kleinstädte Curvelo und Corinto, hinter denen bereits der Sertão beginnt. Der Rio São Francisco bildet mit seinen Nebenflüssen in dieser Region die geographische Hauptachse. Viele der im Roman erwähnten Örtlichkeiten existieren tatsächlich, viele andere Ortsangaben sind Erfindungen des Autors. Die wichtigsten im Roman erwähnten Ortsnamen, die der geografischen Wirklichkeit entsprechen, sind nebst dem Rio São Francisco die Flüsse des Urucúia und Carinhana, der Ort Paredão und der Liso do Sussuarão. Andere erwähnte Örtlichkeiten sind hingegen erfunden, wie etwa die Fazenda von Riobaldo oder die Veredas Mortas, wo der Pakt mit dem Teufel lokalisiert ist; wieder andere sind das Ergebnis einer Montage von Fragmenten der Realität mit Elementen literarischer Erfindung wie etwa die Sussuarão-Wüste.
Der Ort der erzählten Ereignisse ist daher nur teilweise mit der realen geografischen Wirklichkeit identifizierbar. Im Verlauf des Romans legt die Hauptfigur Riobaldo einen sehr weiten Weg zurück. Dieser Weg ist keineswegs geradlinig; er führt in alle Himmelsrichtungen durch den Sertão und zurück. Riobaldo bzw. seine Bande hat auf diesem Weg auch ganz verschiedene Reiseziele: mal sind sie einer verfeindeten Bande auf der Spur, mal sind sie auf der Flucht, mal suchen sie einen Platz, an dem sie sich ausruhen und wieder mit Wasser und nötigen Nahrungsmitteln, Munition usw. versorgen können.
Der Literaturwissenschaftler Willi Bolle, der den im Roman zurückgelegten Weg und die benannten Örtlichkeiten im Ablauf der Lektüre auf einer größtenteils geografisch realen, teils fiktiven Karte nachgezeichnet hat, kommt zum Schluss, dass Guimarães Rosa mit dem Weg, der kreuz und quer durch den Sertão führt, eine labyrinthische Situation darstellt.
Münchschwander macht an mehreren Textbeispielen plausibel, dass der Begriff „Sertão“ in diesem Roman die Bedeutung „Welt“ einschließt. Sertão ist dort, wo das Recht des Stärkeren herrscht. Der Sertão ist Symbol für eine ungerechte Welt.
Bolle sieht in Riobaldos Monolog, dem sozusagen die zweite Hälfte eines Dialogs fehlt, eine diabolische Situation. Es ist die Situation eines fehlenden Dialogs zwischen der Klasse der Gebildeten und dem einfachen Volk. Diese Situation versuche der Roman mit einer neuen Sprache, mit seinen Erzählformen zu überwinden.

## Figuren

### Riobaldo
Riobaldo, der Ich-Erzähler, ist Besitzer einer Fazenda und glücklich verheiratet mit Otacília, der einzigen Tochter eines Fazendabesitzers. Er kann die Früchte seines Lebens genießen, als er seinem Gast von seinem ehemaligen Jagunço-Leben erzählt. Einen ersten Kontakt mit der Welt der Jagunços hatte Riobaldo durch die Geschichten, die sein Vater, Selorico Mendes, auf der Fazenda São Gregório erzählte. Als plötzlich eine Bande unter der Führung von Joca Ramiro auftaucht und um Übernachtung auf der Fazenda ersucht, erinnert sich Riobaldo an die Geschichten seines Vaters von den Jagunços. Wenige Tage später flieht der junge Riobaldo aus dem Haus seines Vaters in das Städtchen Corintos, wo er die Schule besucht und sich als ein außergewöhnlich begabter Schüler auszeichnet. Von seiner aussichtsreichen Karriere als Lehrer in einer öffentlichen Schule lässt er sich durch Zé Bebelo ablenken, den Besitzer der Fazenda Nhanva, der ein hohes politisches Amt anstrebt. Sein Wahlversprechen lautet: „Abschaffung des Jagunçotums“. Riobaldo wird dessen Sekretär. Mit einer Truppe von Soldaten, die Zé Bebelo engagiert hat, muss Riobaldo nach Norden reiten und erlebt die brutalen Kämpfe mit anderen Banden.
Es gibt zwei Punkte, an die sich Riobaldo klammert. Einer davon ist Diadorim, auch Jagunço, zu dem Riobaldo eine spezielle Beziehung aufbaut, die geprägt ist von Vertrauen und Emotionen. Der zweite Punkt betrifft den Pakt mit dem Teufel. Damit ergibt sich ein intertextuelles Verhältnis zum literarischen Stoff des Doktor Faust. Der Zweifel, ob der Teufelspakt sich erfülle (denn Luzifer lässt sich nicht blicken) beunruhigt den Erzähler und treibt ihn zu tiefschürfenden Fragen bezüglich der Existenz des Teufels und – konsequenterweise – Gottes. Der Literaturwissenschaftler Kutzenberger kommt in seiner ausführlichen Analyse zu dem Ergebnis, dass der Roman auf einem abendländisch-christlichen Fundament ruht. Er zeigt dies an der Allgegenwart des Teufels, der in Riobaldos Erzählung viele Namen hat, doch nie als Figur auftritt. Dafür steht Hemógenes, der in der Erzählung seine Auftritte hat und das Böse verkörpert, was einer christlichen Tradition entspricht.
Diadorim ist der geheime Name von Reinaldo. Außer Riobaldo, dem besten Freund, erfährt diesen Geheimnamen niemand. Zum ersten Mal begegnen sich die beiden, als Reinaldo noch als Jugendlicher in einem Kanu zusammen mit Riobaldo den Rio São Francisco überquert. Bei der Wiederbegegnung viele Monate später ist Riobaldo von Reinaldo so bewegt, dass er ihm in die Bande von Joca Ramiro folgt. Da die Liebe zwischen zwei Männern in der machistischen Gesellschaft des Sertão ein Tabu war, erklärte sich Riobaldo nicht offen zu dieser Liebe. Als er dann Otacília, die Tochter eines Fazendeiros, kennen lernt, erwählt er sie zu seiner Frau. Dabei ist er sich der Möglichkeit seines gesellschaftlichen Aufstiegs bewusst. Im Verlauf der Geschichte identifiziert sich Diadorim immer mehr mit dem einfachen Volk, während sich Riobaldo immer mehr davon entfernt und sich wie ein Herrscher und Besitzer verhält.
Mancher Kommentator sieht in Riobaldos Begierde nach Diadorim die Entdeckung seiner Homosexualität. Demgegenüber betont Pedro Dolabela Chagas, dass Riobaldo nicht sein Interesse an Männern generell entdecke, sondern nur an einem einzigen: Diadorim. Und der ist biologisch gesehen eine Frau. Gerade durch ihre femininen Züge erscheint sie Riobaldo attraktiv: ihre sanfte Haut, der zarte Geruch, ihre Eleganz – die Art und Weise, wie sie die Wäsche wäscht. Die Eigenschaften von Männlichkeit und Weiblichkeit seien im Roman an sich sehr konventionell angelegt. Diadorims Erscheinung und die Verhaltensweise wirken weiblich, männlich ist aber sein Mut. Destabilisierend wirkt der Gebrauch der Eigenschaften. Der Mann kann weiblich sein, wenn er Angst hat, die Frau kann männlich sein, wenn sie Mut zeigt. Diese Zuordnung von Eigenschaften zeigt sich ausschließlich bei Diadorim und Riobaldo. Guimarães Rosa übermittelt das psychologische Drama eines Mannes, für den Homosexualität tabu ist, der jedoch allmählich sein sexuelles Interesse für einen Mann erkennt und es sich eventuell eingesteht. Damit bewies der Autor 1956 großen Wagemut. Doch das implizite Risiko wird durch die Enthüllung der wahren Identität Diadorims abgeschwächt. Das polemische Thema werde eingeführt, aber zum Schluss zurückgezogen. Trotzdem pulsiere es weiterhin. Seine Liebschaften bezüglich Diadorim, Nhorinhá und Otacília bewegen sich zwischen Leidenschaft, Erotik und Pflicht. Die Erotik an sich verspricht keine Dauerhaftigkeit. Am Ende wählt Riobaldo die Sicherheit und Beständigkeit der Ehe. Otacília ist Penelope: Zu ihr kehrt er nach geschlagener Schlacht heim. Sein Liebesleben zeigt keine Selbstfindung. Riobaldo ist pragmatisch, realistisch, egoistisch und ziemlich traditionalistisch. Die konventionellen Alternativen werden nicht destabilisiert.

### Diadorim
Der Leser erfährt den Namen des Jungen, mit dem Riobaldo als Kind den Rio São Francisco überquert und der ihn so stark fasziniert hatte, erst bei der zweiten Begegnung, als sich der ehemalige Junge als Reinaldo vorstellt. Und erst nachdem die beiden ein enges Verhältnis miteinander aufgebaut haben, eröffnet Reinaldo seinem Freund, dass sein wahrer und geheimer Name Diadorim und sein Vater Joca Ramiro sei. Die wahre Identität enthüllt sich Riobaldo und dem Leser erst nach Diadorims Tod gegen Ende des Romans: Diadorim ist eine Amazone. Sie heißt laut Taufschein Maria Deodorina da Fé Bettancourt Marins.
Kutzenberger referiert einige Interpreten, die in Diadorim das verkörperte Reine sehen. Frankl Sperber meine beispielsweise, dass Diadorim an die Jungfrau Maria erinnere. Aber auch Meyer-Clason sehe Diadorim als unschuldige und überirdische Figur, denn am Vorabend der alles entscheidenden Schlacht gegen Hermógenes übersetzt er Riobaldos Ausruf «Meu bem» mit «Mein Engel». Wer in Diadorim die personifizierte Unschuld sehe, könne der Lehre von Christi Sühneopfer folgend seinen Tod als Erlösung der sündigen Seele Reinaldos verstehen.
Kutzenberger weist des Weiteren darauf hin, dass Diadorim zuerst namenlos als «menino» auftritt, was nicht nur Junge bedeutet, sondern auch eine euphemistische Bezeichnung für Teufel ist. Und Riobaldo fragt sich angesichts des außerordentlichen Mutes, den der «menino» bei der ersten Begegnung an den Tag legte: «War er von Gott, vom Teufel?» Außerdem erklärt Kutzenberger, dass Diadorims Name diabolische Anklänge enthält. «Dia» ist nicht nur die erste Silbe von «diabo», sondern für den Autor auch alleinstehend ein Synonym für den Teufel: «[Q]uem sabe, a gente criatura ainda é tão ruim, tão, que Deus só pode às vezes manobrar com os homens é mandando por intermédio do diá?» («[W]er weiß, ob das Menschengeschlecht immer noch so erzschlecht ist, daß Gott mit den Menschen bisweilen nur über den Urfeind [diá] zurechtkommt?») Riobaldo nennt aber nicht nur den Teufel diá, sondern wendet sich mit der gleichen Silbe einmal auch an Diadorim: «- … Mas, porém, quando isto tudo findar, Diá, Di, então, quando eu casar, tu deve de vir viver em companhia com a gente, […]» («Na schön, wenn aber alles vorbei ist, Diá, Di, wenn ich heirate, mußt du bei uns wohnen auf einer Fazenda, am schönen Ufer des Urucúia...») Selbstverständlich steht die Silbe «dia» auch für das portugiesische Wort «dia», was Tag bedeutet. Diadorim führt also sowohl den Teufel als auch den klaren Tag in seinem Namen. Diese Ambivalenz zeigt sich auch in dem, was Diadorim für Riobaldo bedeutet: Er ist dessen Wegweiser durchs Leben, er zeigt ihm die Schönheit der Natur und ist Vorbild an Tapferkeit und Treue, er ist rein wie ein klarer Tag. Aber durch die von ihm ausgelöste homoerotische Neigung ruft er auch ein teuflisches Verlangen hervor. In diesem Sinn ist Diadorim weder Teufel noch Tag, sondern der klassische Daimon der griechischen Antike, ein Wesen, das sowohl Gutes als auch Böses bringen kann.

### Hermógenes

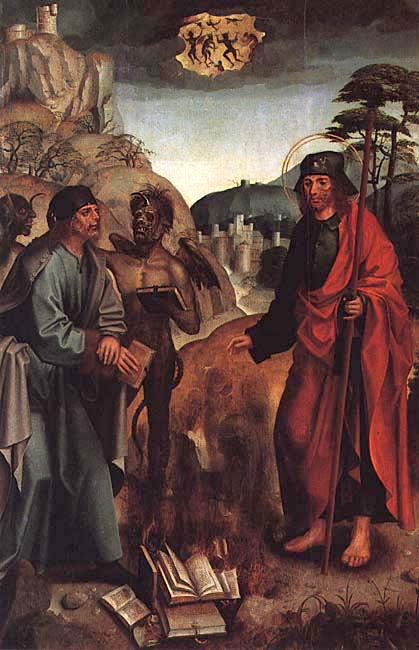
Jakobus d. Ä. und Hermógenes, um 1520–1525, dem Meister von Lourinhã zugeschrieben (Museu Nacional de Arte Antiga, Lissabon)

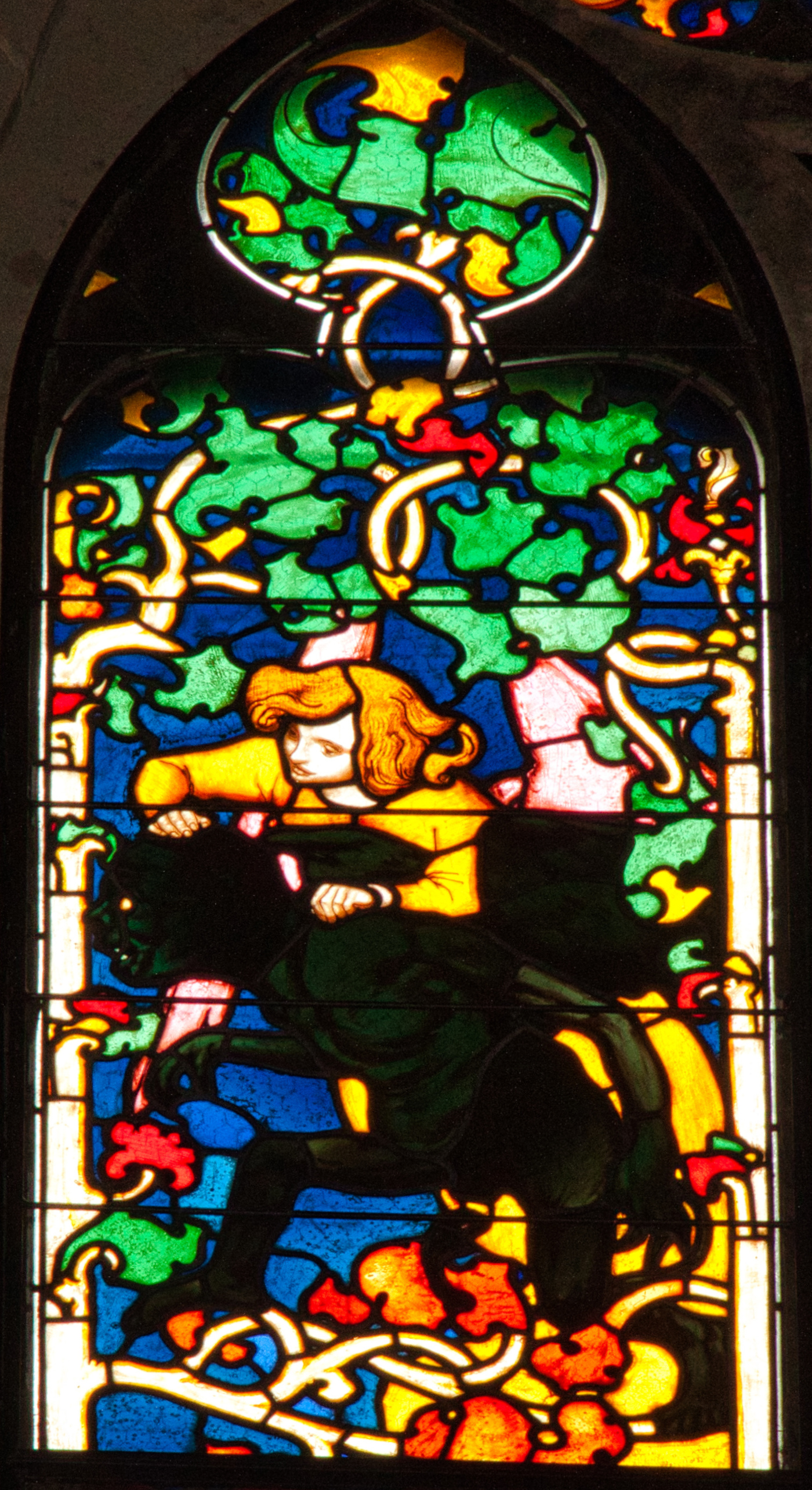
Der von Hermogenes gesandte Dämon wird von einem Engel festgehalten (Detail aus dem Apostelfenster von Mehoffer), 1895–1896

Rosa gab dem Gegenspieler von Riobaldo und Diadorim den Namen Hermógenes. Dieser Name war aufgrund der seit dem Mittelalter weit verbreiteten Legenda aurea, einer Sammlung von Heiligen- und Märtyrerlegenden, bekannt. Demnach wollte Hermogenes den predigenden Apostel Jakobus d. Ä. vor dem Volk diskreditieren. In der christlichen Kunst wird Hermogenes oft als Zauberer, der Dämonen gegen Jakobus schickt, oder selbst als Dämon dargestellt, der Jakobus zum Bösen verleiten will (vgl. nebenstehende Bilder vom Meister von Lourinhã und von Józef Mehoffer).
Rosa verwendet Hermógenes als Synonym für den Teufel: «Hermógenes – Teufel, der wars. Er war der Teufel in Person.»

## Der Pakt mit dem Teufel
Bolle fragt, welches Riobaldos Motive für den Pakt mit dem Teufel sind. Erstens ist es der Plan, den Erzfeind Hermógenes, der den Ruf eines Teufelspaktierers hat, mit derselben Waffe zu besiegen. Ein weiteres Motiv ist sein Wille, der bedrohlichen Situation zu entkommen, die durch die Begegnung mit dem Großgrundbesitzer Seô Habão entsteht. Während der vorausgegangenen Durchreise an Ortschaften tiefsten Elends, Pubo und Sucruiú, neben denen sich die Güter von Seô Habão befinden, wird sich Riobaldo in der Begegnung mit diesem Fazendeiro seiner wahren gesellschaftlichen Stellung bewusst: «Ich erkannte, dass ein Gutsbesitzer der endgültige Herr des Landes ist, während ein Jagunço nur provisorisch dahinlebt.» Noch am Abend des gleichen Tages macht er sich auf den Weg zu den Veredas Mortas, wo er den Pakt mit dem Teufel schließen will. Ein dritter Beweggrund für Riobaldos Pakt mit dem Teufel besteht darin, dass es ihm als Paktierer mit dem Teufel gelingt, zum Chef der Bande aufzusteigen und die Jagunços zu seinem eigenen Nutzen zu verwenden. So lässt er als erstes die Männer der äußerst ärmlichen Orte Pubo und Sucruiú zu sich kommen. Seinen gewaltsamen Zwang kommentiert der neue Chef auf pseudo-moralistische Art: «War das etwa boshaft von mir?» Darauf antwortet er selbst scheinheilig: «Keineswegs – ich wollte sie alle nur aus ihrem Elend befreien.» Die demagogische Versprechung, die Riobaldo den neu rekrutierten Männern macht, veranschaulicht, wie die Rhetorik des Jagunçotums funktioniert. «Wir werden hinausziehen in die Welt und denen, die etwas haben, ihr Geld und ihre Wertsachen wegnehmen. Und wir werden erst dann ruhen, wenn jeder hat, was er braucht, wenn bei jedem von euch im Bett oder in der Hängematte zwei oder drei stramme Weiber liegen!»

## Die Schuld
Riobaldo thematisiert auch seine Schuld. «Mein Verhängnis […] aber war, daß ich in meinen beiden Händen eine Liebe gegen die andere [Diadorim versus Otacília] wägen mußte. Kann man das? Es kamen Stunden, in denen ich mir sagte: wenn die eine Liebe von Gott kommt, woher kommt dann die andere? […] Ich weiß, daß ich offensichtlich zu verdammen, daß ich schuldig bin. Aber wann begann die Schuld? Vorläufig werden Sie mich kaum verstehen. Sofern Sie mich am Schluß verstehen werden. Aber das Leben ist nicht zu verstehen.» Die Antwort auf die Schuldfrage ist dem Leser anheimgestellt. In Bezug auf Diadorim hatte Riobaldo wegen des gesellschaftlichen Tabus nicht den Mut, sich zu dieser Liebe offen zu bekennen. Er entschied sich für Otacília und erwählte sie zu seiner Braut. Die Heirat mit ihr war sehr vorteilhaft für den sozialen Aufstieg Riobaldos und die Erweiterung seiner Besitztümer. Den Teufelspaktierer Hermógenes hat nicht Riobaldo, dem die Aufgabe angestanden hätte, zum Duell Mann gegen Mann herausgefordert, sondern er überließ Diadorim diese Aufgabe, der dabei ums Leben kam. Bezüglich seiner Jagunço-Gefährten lässt sich feststellen, dass er sie von dem Moment an verraten hat, als er sich gegenüber Seô Habão als Sohn eines Gutsbesitzers und Obersten vorstellte. Als Kommandant hat er sie dann zur Mehrung seines Ruhms und seiner Ehre als Menschenmaterial benutzt. Riobaldo ist ein dialektischer Erzähler. Indem er die «Formen des Falschen» darstellt, zeigt er zugleich, wie sie hergestellt werden. So kritisiert und ironisiert er beispielsweise die «Phrasendrescherei » des opportunistischen Zé Bebelo. Als Riobaldo dann aber selber das Kommando übernimmt, benutzt er genau dieselbe Art von demagogischen Sprüchen.

## Intertextuelle Bezüge

### Faust
Was Riobaldo und die Figur Faust bei Johann Wolfgang von Goethe (Faust. Eine Tragödie und Faust. Der Tragödie zweiter Teil) gemeinsam haben, ist der Pakt mit dem Teufel. Diesen Aspekt untersucht Fani Schiffer Durães. Sie vergleicht Rosas Riobaldo und Goethes Faust miteinander. Beide werden vom empirisch-sozialen Gehalt der sie umgebenden Verhältnisse beeinflusst: Faust ist ein Neuerer des 18. Jahrhunderts im Bereich der Religion und der Wissenschaft. Er stellt den Aufklärer dar und verkörpert den Fortschrittsoptimismus seiner Zeit. Der «jagunço» Riobaldo ist in die Gesellschaft des brasilianischen Sertão zu Beginn des 20. Jahrhunderts eingebettet. Im Gegensatz zu Faust ist Riobaldo kein Rebell. Er will sich und die Welt nicht verändern. Er ist vielmehr der fragende Mensch. Er will die ihn umgebende Welt verstehen.
Obwohl sich Faust und Riobaldo stark auf ihre Außenwelt einlassen, sind sie beide blind für ihre Realität. Riobaldo thematisiert seine Blindheit so: «Ah, es war eine Wiederholung, wie’s immer in meinem Leben geschieht. Ich gehe durch etwas hindurch – und unterwegs sehe ich nichts, ich habe nur Augen für Aufbruch und Ankunft. Sie wissen, wie so was zugeht: man will einen Fluß durchschwimmen und schwimmt hindurch, landet aber am anderen Ufer viel weiter unten an, als man anfangs dachte. Ist das Leben nicht ein verteufelt gefährliches Geschäft?» Wegen ihrer Unfähigkeit, die Realität wahrzunehmen, verstricken sich Riobaldo und Faust in eine Schuld, aus der sie sich nicht befreien können. Im Rückblick sehen beide ihr Leben als ein sinnloses Sich-im-Kreise-drehen, bei dem sie das Entscheidende jeweils nicht bemerkt haben. Wenn Riobaldo erzählt, will er das nachholen, was ihm im vorherigen Leben entgangen ist. Erst jetzt weiß er, dass sich das Glücklichsein nicht erst an einem endgültigen Ziel erfüllt, sondern schon auf dem Weg. Aber unterwegs war er stets blind dafür: «Hätte ich gewußt, was ich später erfuhr, nach manchem bösen Schlag … Man tappt immer im Dunkeln, nur im allerletzten Moment gehen die Lichter im Saal an. Ich will damit sagen: das Wirkliche geschieht nicht im Aufbruch, nicht in der Ankunft: es begegnet uns mitten auf der Reise.» Die Widersprüche der faustischen Seele Riobaldos werden nicht gelöst. Sie sind Teil von ihr. Riobaldo sagt: «Was mir immer an die Nieren gegangen ist, will ich Ihnen sagen, Senhor: ich muß unbedingt wißen, daß das Gute gut ist und das Schlechte schlecht, daß das Häßliche weit weg bleibt vom Schönen und Fröhlichkeit von der Trauer! Ich möchte alle Viehweiden deutlich abgegrenzt sehen … Wie soll ich mit dieser Welt zurechtkommen? Das Leben ist im Kern eine undankbare Sache; und trotzdem bringt es uns Hoffnung, mitten in gallenbitterer Verzweiflung. Die Welt ist eben ein wüster Wirrwarr …» In seinem Selbsterkenntnisprozess erscheinen immer neue Qualen, aber auch Hoffnungen. Sie treiben die Erzählung voran. Riobaldo erzählt, um sich seiner Identität bewusst zu werden, bezüglich seiner Schuld eindeutige Klarheit zu erlangen und letztlich den Sinn der menschlichen Existenz zu erfassen, was ihm nie gelingt.
Den beiden Werken gemeinsam ist auch das Motiv der verbotenen Liebe. Die geheim gehaltene Schwangerschaft Gretchens ist zu Goethes Zeit ein Thema. Das Geheimnis von Diadorims Geschlecht dagegen ist Gesprächsstoff im brasilianischen Hinterland. Diadorim ist die «Donzela guerreira», die Kämpferin, die sich als Mann ausgibt. Die Liebe bringt Faust und Riobaldo in Konflikt mit sich selbst. Sie kompromittieren mit ihrer Liebe ihre Welten. Diese weiblichen Figuren versinnbildlichen sowohl den Protest gegen die Vorurteile moralistischer bzw. patriarchalischer Gesellschaften. Sie zeugen aber auch von der Ambivalenz in der menschlichen Liebe. Gretchens Naivität und Diadorims Zärtlichkeit implizieren in hohem Maß auch Komplexität und Widersprüchlichkeit, was sich als teuflische Machenschaft erweist. Nach der Vernichtung der beiden jeweiligen Geliebten müssen die Überlebenden mit Schuldgefühlen weiterleben.
Schiffer Durães stellt auch Parallelen in den drei Erscheinungsformen der Liebe dar, die sich in beiden Werken gegeneinander abheben. Der Eros, die sinnliche, triebhafte Liebe wird von Faust mit der Walpurgisnacht und von Riobaldo im Zusammenhang mit der Prostituierten Nhoriná thematisiert. Die erhabene Liebe erscheint in den Figuren von Helena und Diadorim. Die himmlische Liebe verkörpern Gretchen in Goethes Faust und Otacília in Rosas Roman. Otacília gewinnt im Verlauf der Erzählung eine Aura von Heiligkeit und ist für Riobaldos Seele wie eine tröstliche Heilige. Schon Otacílias Wohnort trägt den Namen einer Heiligen und ist nach Riobaldos Meinung dem Himmel nah. «Die Fazenda Santa Catarina ist dem Himmel nahe – einem tiefblau gepinselten Himmel, darinnen reglose Wolken.» « […] Die Fazenda stand auf einem Hügel, schaute aufs Gebirge, auf den Himmel.» Für Riobaldo verkörpert Otacília den himmlischen Frieden. «Ihre Augen, schöner als alle, die ich kannte, blickten auf zum Himmel mit seinen Wolkenseglern.» «[…] ich wollte nur Otacília, das Wunschbild meiner Liebe. Aber in meinem Drang nach Frieden, nach Freundschaft mit allen, nach einem geordneten, geruhsamen Leben konnte ich nicht umhin, an die Trauung zu denken, an die Kleider, an die Feier, an die reichgedeckte Festtafel, an Sôr Amadeu, Otacílias Vater, der nach alter Väter Sitte seiner Tochter als Angebinde einen Buritípalmenhain schenken würde, eine Gabe für uns beide allein.»

### Berlin Alexanderplatz
Daniel Reizinger Bonomo untersucht Parallelen zwischen Berlin Alexanderplatz von Alfred Döblin und Grande Sertão: Veredas. Er fasst beide Werke als Exponenten des modernen Romans auf. Besonderes Augenmerk legt er auf die für beide Protagonisten charakteristischen Bewegungen, sowohl die räumlichen wie die emotionalen und das sich ändernde Umfeld, in dem die beiden Protagonisten Riobaldo und Franz Biberkopf verkehren. Es sind die Übergänge, die sich in den Bewegungen realisieren, welche die Erzählung in beiden Romanen vorwärts treibt. Damit stellt Reizinger Bonomo Grande Sertão: Veredas in die Traditionslinie mit Wilhelm Meisters Lehrjahre von Johann Wolfgang von Goethe und L’Éducation sentimentale von Gustave Flaubert.

### Nachdichtung vonOs Sertões
Rosas Roman stellt aufgrund inhaltlicher Verwandtschaften oder sprachlicher Analogien zu mehreren anderen literarischen Werken Bezüge her. Einer der ersten, die über den Sertão schrieben, war der brasilianische Schriftsteller und Journalist Euclides da Cunha. 1902 berichtete er in seinem bekanntesten Werk Os Sertões (1994 unter dem Titel Krieg im Sertão auf Deutsch erschienen) über den Kampf der Regierungsarmee gegen die widerständischen Bewohner von Canudos. Unter der Führung des Wanderpredigers Antônio Conselheiro, der die Zivilehe, die Steuergesetze, die Schulpflicht und die allgemeine Volkszählung als Teufelswerk bekämpfte und eine soziale Ordnung in Canudos aufgebaut hatte, die außer dem eigenen Haus kein Privateigentum zuließ. Selbst der Boden, auf dem das Haus stand, das Vieh und die Pflanzungen waren Gemeineigentum. Da Cunhas Werk machte deutlich, dass sich die Aufständischen ein eigenes Gemeinwesen schufen, «weil der Staat, in dem sie lebten, keinen Wert darauf legte, in der Region für geordnete Verhältnisse zu sorgen.» Nur wenige Jahre nach der Abschaffung der Sklaverei gab es Tausende von ehemaligen Sklaven in prekären Situationen, unzählige verarmte Siedler, Landarbeiter ohne Boden. Auf sie wirkte Antônio Conselheiro wie ein Magnet, wie ein Messias, der die Erlösung brachte. Sie flogen ihm zu und bauten auf der Fazenda Canudos ihr Gemeinwesen Belo Monte auf. Dieses beruhte auf Gemeineigentum. Das blieb nicht ohne Folgen. Den Großgrundbesitzern begann das Reservoir an billigen Arbeitskräften und an leicht manipulierbaren Wählern wegzulaufen. Deshalb schürten sie nach Kräften die Stigmatisierung der Aufständischen als religiös Wahnsinnige, Verrückte, die nichts als frommen Aberglauben im Kopf hätten, als religiöse Fanatiker, als Kommunisten. Nach mehreren Anläufen und monatelanger Belagerung gelang es der Armee im vierten Feldzug, Canudos zu besetzen und zu zerstören. Dabei kam es zu Gräueltaten, welche die Armee barbarischer aussehen ließen als die fanatischen Anhänger von Antônio Conselheiro. «Os Sertões» von da Cunha, der den vierten Feldzug gegen Canudos selbst begleitet hatte, verhalf den Brasilianern dazu, eine bis anhin kaum bekannte Wirklichkeit zu verstehen: Die Aufständischen waren keine Religionsfanatiker, sie fühlten sich vom Staat in Stich gelassen. Da Cunhas Werk lehrte sie, in soziologischen Kategorien zu denken. Zudem erinnerte der Krieg die Brasilianer daran, dass Brasilien keine nationale Einheit habe und weder eine Nation noch eine Gesellschaft sei und die Brasilianer keine Bürger seien, wie Alberto Sales schon 1901 geschrieben hatte.
Bolle vergleicht anhand des Begriffs des Jagunço die Darstellung von Euclides da Cunha in Os Sertões und von Guimarães Rosa in Grande Sertão: veredas und stellt fest, dass die Darstellung von Euclides da Cunha durch einen gravierenden Widerspruch gekennzeichnet sei: Einerseits beabsichtige der Autor von Os Sertões, den Feldzug der Armee als «ein Verbrechen» gegen das politische und soziale Projekt des Antônio Conselheiro zu denunzieren; andererseits bezeichnet er die Anhänger von Antônio Conselheiro während seiner ganzen Darstellung als Jagunços. Damit stufe er auch diese als Verbrecher ein und trage dazu bei, die Vernichtung des politischen und sozialen Projekts von Canudos zu legitimieren.
Am Beispiel des Jagunçotums zeigt Bolle, dass Grande Sertão: veredas eine kritische Nachdichtung von Os Sertões ist. Nicht wie bei Euclides da Cunha, der den Begriff des Jagunços negativ konnotiert, stellt Guimarães Rosa den Begriff des Jagunço in seiner ganzen Komplexität dar. Der Leser trifft auf alle möglichen Perspektiven, mal idealisiert als Verteidiger der Belange der armen Bevölkerung im Stile eines Robin Hood, mal mystifiziert als begnadeter Heilsbringer oder entmystifiziert als skrupelloser, machthungriger Revolvermann. Schließlich gibt sein Protagonist und Erzähler zu erkennen, dass sein Aufstieg zu einem Jagunçochef ihm ermöglichte, seine einstigen Gefährten zu seinem eigenen Vorteil zu benutzen mit dem Ergebnis, dass er sich als ein mächtiger, von seinen Jagunços beschützter Großgrundbesitzer zur Ruhe setzen kann.
Zusammen mit der labyrinthischen Situation, der unbeantworteten, aber das Bewusstsein bedrängenden Frage der Schuld und diesem Jagunçotum präsentiere Rosa ein Bild einer Gesellschaft, in der das Verbrechen ein fester Bestandteil des politischen und sozialen Systems sei und in weitem Umfang auf allen Ebenen praktiziert werde.

## Sprache und Übersetzungen
Aufgrund der sperrigen, eigentümlichen Sprache des Originals ist die Übersetzung eine große Herausforderung. Nilce Sant'Anna Martins, die Rosas speziellen Wortschatz zusammengetragen und dokumentiert hat, liefert damit für jüngere Übersetzungen ein nützliches Werkzeug. Mathieu Dosse kommt zum Schluss, dass man Rosa, wie Nabokov es wollte, nicht mit unserem Gehirn, sondern mit unserem Rückenmark lese.
Die erste Übersetzung von Grande Sertão: Veredas erschien 1963 auf Englisch unter dem Titel The Devil to Pay in the Backlands. Sie stammt von Harriet de Omís, die während der Übersetzung erkrankte, und James L. Tayler, Lexikologe für brasilianisches Portugiesisch, der die angefangene Arbeit vervollständigte. Trotz der starken Unterstützung von Literaturkritikern, Akademikern und der konzertierten Bemühungen eines der besten US-amerikanischen Verlage für lateinamerikanische Literatur jener Zeit war The Devil to Pay in the Backlands kommerziell unterlegen, konnte sich bei der Kritik nicht durchsetzen und wurde bald nicht mehr aufgelegt. Ein wichtiger Grund dafür, dass sich Rosas Roman beim anglophonen Publikum nicht durchzusetzen vermochte, war die schiere Unmöglichkeit, dieses Werk zu übersetzen. So entstand eine verwässerte Erzählung, die das Original falsch wiedergibt. Aber auch Rosa selbst, der seine Fähigkeiten als Diplomat nutzte, um die laufenden Übersetzungen ins Englische, Französische, Deutsche und Italienische zu beaufsichtigen, spielte die verschiedenen Übersetzer gegeneinander aus, förderte einen Wettbewerb unter ihnen, um bessere Übersetzungen zu liefern. Er billigte den Verlust von Bedeutung aufgrund vereinfachter Übersetzung und hoffte dadurch, sogar einen größeren Leserkreis gewinnen zu können. In Bezug auf lateinamerikanische Literatur in englischer Übersetzung ist laut Remington Krause The Devil to Pay in the Backlands eine der besten Fallstudien für unerfüllte Erwartungen und redaktionelle Zwänge im Übersetzungsprozess.

### Deutsche Übersetzung
Der Verlag Kiepenheuer & Witsch gewann für die Übersetzung ins Deutsche den auf Lateinamerika spezialisierten Curt Meyer-Clason. Seine deutsche Übersetzung erschien 1964 in Köln und wurde 1987 und 1994 neu aufgelegt. Seit längerem ist diese Übersetzung vergriffen. Meyer-Clason fügte seiner Übersetzung ein Glossar an, das 55 brasilianische Begriffe auf Deutsch erklärt.
Die deutsche Übersetzung galt lange aufgrund des Lobes von João Guimarães Rosa als die beste Übersetzung von Grande Sertão: Veredas und der Übersetzer dem brasilianischen Autor nahezu ebenbürtig. Diese Sicht hielt sich nicht nur in der deutschen Forschung lange. Kutzenberger hält diese Beurteilung für einen Mythos, der aus verschiedenen Gründen zustande kam und lange aufrechterhalten wurde. Er macht darauf aufmerksam, dass Rosa auch Übersetzer anderer Sprachen über den grünen Klee lobte, wahrscheinlich um sie für die Übersetzung zu motivieren. Außerdem beherrschte der brasilianische Autor, der auch Französisch, Englisch, Spanisch, Italienisch, Esperanto sowie ein wenig Russisch sprach und auch Schwedisch, Holländisch, Lateinisch und Griechisch lesen konnte und Deutsch als seine Lieblingsfremdsprache bezeichnete, doch zu wenig gut Deutsch, um die Qualität der deutschen Übersetzung kompetent beurteilen zu können. Kutzenberger listet eine Vielzahl von deutschen Redewendungen auf, die Meyer-Clason für die deutsche Übersetzung verwendete, obwohl das brasilianische Original Redewendungen geradezu aus dem Weg geht. Rosa erschuf für diesen Roman eine Sprache, die neu und sperrig ist, die keine ausgetretenen Pfade einschlägt, die einige Kritiker sogar für unlesbar halten. Schon der Anfang der deutschen Übersetzung weicht vom Original ab. Das Original beginnt mit einem Gedankenstrich und endet mit ∞, dem Symbol für die Unendlichkeit. Das bedeutet, dass die originale Erzählung in einer Endlosschleife dreht und die labyrinthische Situation verstärkt. Die deutsche Übersetzung endet zwar auch mit dem Unendlichkeitszeichen, verweist den Leser aber nicht wie das Original auf den Anfang, sondern entlässt ihn in eine Zukunft.
2011 schloss der Hanser-Verlag mit dem Literaturwissenschaftler und Übersetzer Berthold Zilly einen Vertrag für eine Neuübersetzung von Grande Sertão: Veredas. Die Übersetzung von Curt Meyer-Clason wird seit längerem kritisiert, weil sie die sprachlichen Herausforderungen des Originals zu Gunsten leichter Lesbarkeit vernachlässigt. Meyer-Clason versuchte, die eigentümliche, teils spröde Kunstsprache Rosas in ein flüssiges, gut lesbares Deutsch zu übertragen. Dabei vervollständigte er auch unvollständige Sätze und fügte vom Leser erwartete Elemente hinzu. Im Gegensatz dazu will Berthold Zilly die Fremdheit und Vieldeutigkeit des Werks, aber auch seinen eigenen Klang und Rhythmus wenn irgend möglich erhalten. Für die noch unvollendete deutsche Neuübersetzung erhielt Zilly 2019 das Zuger Übersetzer-Stipendium. Der Deutsche Übersetzerfonds zeichnete Berthold Zilly Ende 2023 für seine Übersetzung von Grande Sertão: veredas ins Deutsche mit einem Exzellenzstipendium aus.

### Die Sprache des Originals
João Guimarães Rosa bezeichnete in einem Brief von 1947 die Erneuerung der brasilianischen Literatur für notwendig. Er charakterisierte darin das Brasilianische als eine schändliche und armselige Sprache. Sie gehe barfuß, ungekämmt und in Begleitung des Spanischen 'ohne Kleid'. Verarmung des Wortschatzes, Starrheit der Formulierungen und Formen, Anhäufung von Gemeinplätzen, wie Klumpen in einem dünnen Gespinst, Vulgarität, fehlender Sinn für Schönheit, Mangel an Repräsentation. Sie müsse gestreckt, gedreht, trainiert werden. «Ich will alles: das Minensische, das Brasilianische, das Portugiesische, das Lateinische – vielleicht sogar das Idiom der Eskimos oder Tartaren.» erklärte Guimarães Rosa. Er konzipierte diese Erneuerung, inspiriert durch den Sertão und seine Vorstellungskraft und durch seine Sprache, die er, ein Weltbürger, seit seiner Kindheit kannte: «Die Bewohner des Sertão von Minas Gerais […] haben eine klassisch-archaische Sprache fast unversehrt bewahrt, die seit meiner Kindheit die meine war und die mich verführt.» Aus diesem Grund nahm er wesentliche Prinzipien der Avantgarde der 1920er Jahre auf: das Experimentelle, den Bruch mit der sprachlichen und literarischen Tradition, den Schock als beabsichtigte Wirkung. Damit wolle er den Leser zu einer reflexiven und berührenden Lektüre zwingen, wie er an seine nordamerikanische Übersetzerin Harriet de Onís schrieb. Deshalb vermeide er abgenutzte Begriffe, Klischees und Konventionen und mute dem Leser Fremdes zu in dem Bestreben, ihn die Neuheit in den Worten und im Satzbau erleben zu lassen.
Die Sprache des Originals ist geprägt von Neuschöpfungen (Neologismen), alten Begriffen (Archaismen) und regionalen Ausdrücken (Regionalismen).

## Rezeption
Laut Literaturwissenschaftler Stefan Kutzenberger waren die ersten Kritiken nach Erscheinen von «Grande Sertão: Veredas» so überwältigt von den linguistischen und strukturellen Innovationen, dass sich die Studien in den folgenden Jahren vor allem mit diesen Aspekten auseinandergesetzt und den Inhalt des Romans vernachlässigt hätten. Zwar änderte sich das im Laufe der Jahre, führte aber zur weit verbreiteten Annahme, dass Rosa soziale und historische Aspekte der Form untergeordnet habe. Rosa selbst hielt in einem längeren Interview fest, dass man die beiden Dinge nicht trennen könne, denn Sprache und Leben seien eins («a linguagem e a vida são uma coisa só»).
Schon bald kam zu den stark auf die Sprache konzentrierten Studien zur linguistischen eine stark esoterische Komponente hinzu. So sehen einige Kritiker in Riobaldos Jagunçoleben beispielsweise eine Initiationsreise. Diesen transzendierenden Auslegungen steht der in São Paulo lehrende Literaturwissenschaftler Willi Bolle sehr kritisch gegenüber. Er ist wie Eduardo Coutinho der Meinung, dass sich die Forschung in den vier vergangenen Jahrzehnten, die seit dem Erscheinen von Grande Sertão: Veredas vergangen sind, mit wenigen Ausnahmen entweder getäuscht oder sich dem Roman entzogen haben. Seiner Meinung nach sei der Roman eine «re-escritura» (Nachschöpfung) von Euclides da Cunhas «Os Sertões», worauf schon Antonio Candido 1958 hinwies.
Nicht selten wurde Grande Sertão: Veredas als plötzlich auftretende Erscheinung hingenommen und isoliert betrachtet. So schreibt etwa Günter Lorenz: «Dieses Buch verschließt sich jedem Vergleich; es steht nicht nur außerhalb aller gängigen Formen europäischer Literatur, es findet auch in Lateinamerika nichts, was man nur annäherungsweise zur Erklärung heranziehen könnte.» Dieser Position hielt Georg Rudolf Lind, einer der ersten deutschsprachigen Kommentatoren von Guimarães Rosas Werk, entgegen, dass der Roman sehr wohl Gemeinsamkeiten mit den wichtigsten brasilianischen Literaturströmungen des zwanzigsten Jahrhunderts aufweist, wie etwa den Regionalismus und den Modernismo. Die «Erneuerung der Sprache, die entschlossene Wendung zum offenen Roman und die – an verwandte Bestrebungen von James Joyce, Thomas Mann oder Hermann Broch erinnernde – Einbeziehung mythischer Elemente» könnte aber die Rezeption verunsichert haben.
In den späten 1990er Jahren verlagerte sich der Akzent der Sekundärliteratur zu einer vertiefenden Leseweise, die versuchte, das Werk in die großen Fragen der Philosophiegeschichte einzugliedern. Als allgemein anerkannt gilt, dass Rosas Werk in der kulturgeschichtlichen Tradition des Abendlandes verwurzelt ist.
Im Zuge der internationalen Kongresse zu João Guimarães Rosa, welche die Universität von Minas Gerais 1998 und 2002 durchführte, wurden auch rezeptionsästhetische Studien publiziert und bedeutende Archive der Forschung zugänglich gemacht, so dass auch die Entstehung des Werks und die Übersetzungen in die Forschung einbezogen werden konnte.
Im Mai 2002 nahm der Norwegische Buchklub, ein Zusammenschluss norwegischer Verleger, Grande Sertão: Veredas in seine Liste der hundert besten Bücher aller Zeiten auf – als einzigen Brasilianer unter 100 Autoren aus 54 Ländern.
Kersten Knipp stellt in seiner 2013 erschienenen Kulturgeschichte Brasiliens Guimarães Rosas Roman ans Ende einer Reihe sozialkritischer Literaturwerke. Aber Guimarães Rosa nähere sich dem Thema auf eine ganz eigene Weise: «Weit weg von aller Sozialkritik […] deutet er den Sertão als Lebensform, als Herrschaftsgebiet der Jagunços […] , die diesem staatenlosen Raum ihren Willen aufzwingen.» Das Leben werde «zum Kampf – aber zum Kampf um was?» Er zeige Figuren, «die im großen Rad des ewig Gleichen strampeln. Seine Figuren kämpfen, ohne zu wissen, wofür genau.» Dieser Kampf sei nur Teil eines allgemeineren Aspekts, den der Roman ausmache, des Kampfes um die Existenz. «Der Sertão ist da, wo befiehlt, wer stark ist.» Und darum müsse man auf der Hut sein. «Denn der Sertão, das ist auch da, wo der Teufel zu Hause sein könnte.» Riobaldo erkläre zwar am Ende des Buches, dass es den Teufel nicht gebe, aber sicher, zweifelsfrei sicher sei das nicht. Und Rettung komme paradoxerweise ausgerechnet durch die Menschen, die mit ihrer Gesetzlosigkeit dem Teufel überhaupt erst die Bühne bereiten. Riobaldo entlasse den Leser mit der Hoffnung, dass der Mensch aus seinem Leben etwas machen muss. Aber was? «Travessia» (Überfahrt), wie das letzte Wort des Romans heißt. Das Leben fließe. Eine endgültige Station, ein letztes Ziel gebe es nicht, deutet Knipp das Ende des Romans.
Zur Rezeption in den deutschsprachigen Ländern hält Kutzenbeger fest, dass sich Grande Sertão: Veredas trotz des anfänglichen Erfolgs, der sich auch in den Verkaufszahlen spiegelte, nicht einmal in spezialisierten Kreisen dauerhaft durchsetzen konnte. Der Roman ist seit Jahrzehnten auf Deutsch nicht lieferbar. Obwohl sowohl der Übersetzer als auch die deutschsprachigen Kritiker und Philologen zum internationalen Ruhm des brasilianischen Autors beigetragen haben, scheint deren Arbeit in keiner Relation mit der deutschsprachigen rezeptionssoziologischen Realität zu stehen. Im englischen und deutschen Sprachraum waren die Werke von Guimarães Rosa Anfang des 21. Jahrhunderts nicht mehr lieferbar. In England gibt es die englischen Übersetzungen seiner Bücher nicht einmal in den größten Universitätsbibliotheken oder in der sonst so gut bestückten British Library. Auch auf dem nordamerikanischen Markt konnte sich die englischsprachige Übersetzung nicht etablieren. In den deutschsprachigen Bibliotheken gibt es sehr wohl die deutschen Versionen der Werke von Guimarães Rosa, das gilt aber nicht für den Buchhandel. Dafür ist wohl auch die nicht ganz unproblematische Übersetzung Curt Meyer-Clasons mitverantwortlich.
Gustavo Castro e Silva, Florence Dravet und Leandro Bessa, Professoren der Universitäten von Brasília, beklagen 2021, dass es auch über 40 Jahre nach dem Tod des Schriftstellers noch keine tiefschürfende biografische Studie zu João Guimarães Rosa gibt. 2008 veröffentlichte Alaor Barbosa ein Buch unter dem Titel Sinfonia Minas Gerais: a vida e a literatura de João Guimarães Rosa. Der Zusatz zum Titel lautete Band I, womit der Autor seine Absicht ankündigte, wenigstens einen weiteren Band zu diesem Schriftsteller zu publizieren. Doch bald nach der Veröffentlichung ließ Vilma Guimarães Rosa, die Tochter des Schriftstellers, die Publikation aus dem Buchhandel zurückziehen. Sie bezichtigte Barbosa des Plagiats, der Lüge und Verzerrung von Fakten. Sieben Jahre später verlor Vilma Guimarães Rosa den Fall und musste Barbosa entschädigen. Dieser veröffentlichte keinen weiteren Band. Und auch der erste war bald in der einschlägigen Forschungsliteratur in Vergessenheit geraten. Grund dafür war unter anderem der Mangel an belegten biografischen Angaben zu João Guimarães Rosa. Nebst den Angehörigen des Schriftstellers gab es noch andere, die der Forschung Steine in den Weg legten.

## Ehrungen, Preise
- 1957 wird Grande Sertão: Veredas mit den Prêmio Carmen Dolores Barbosa von São Paulo und im selben Jahr mit dem Prêmio Paula Brito in Rio de Janeiro ausgezeichnet
- 1961 ehrt das Instituto Nacional do Livro Guimarães Rosa mit dem Prêmio Machado de Assis für sein Lebenswerk[96]

## Adaptionen
- 1965: Grande Sertão, Kinofilm in Schwarz-Weiß, Regie: Geraldo Santos Pereira, Renato Santos Pereira, in den Hauptrollen: Mauricio Valle (als Riobaldo), Sônia Clara (als Reinaldo/Diadorim) und Joffre Soares (als Zé Bebelo),[97] YouTube.
- 1985: Grande Sertão: veredas, Fernseh-Miniserie von Rede Globo, Drehbuch: Walter Georg Dürst, Regie: Walter Avancini, in den Hauptrollen: Tony Ramos (als Riobaldo), Bruna Lombardi (als Reinaldo/Diadorim) und Tarcisio Meira (als Hermógenes)
- 2001: Sertão, Sertões, Uma Cantata Cênica, komponiert von Rufo Herrera, aufgeführt 2001 vom Sinfonieorchester von Minas Gerais, dem städtischen Lyrischen Chor und der Tanzkompagnie der Clóvis-Salgado-Stiftung unter der gemeinsamen Leitung von Carlos Rocha und Carmen Paternostro, Bühnenbild und Kostüme von André Cortez im Palácio das Artes de Belo Horizonte[98]
- Sertão, Sertões, Dokumentarfilm von Sergio Rezende, 2012, produziert und gesendet von TV Câmara. Der Dokumentarfilm montiert Passagen aus den beiden literarischen Werken Os Sertões (von Euclides da Cunha) und Grande Sertão: Veredas (von Guimarães Rosa) zu Aussagen von Sertão- und Favelabewohnern, zu Ereignissen und Fakten Brasiliens und der globalisierten Welt und dokumentiert damit, dass der Sertão überall auf der Welt ist; oder mit einem Zitat von Antônio Conselheiro, dem messianischen Anführer im Krieg von Canudos frei übersetzt: «Der Sertão wird Strand und der Strand wird Sertão werden». (portugiesisch auf Youtube)
- 2013: Sujeito Oculto: na Rota do Grande Sertão (deutsch etwa: Verborgenes Subjekt: auf dem Weg des Grande Sertão), Dokumentarfilm unter der Regie von Silvio Tendler. Der Film zeichnet den Weg nach, den Guimarães Rosa unternahm, bevor er seinen Roman verfasste, als er 1952 der berühmten Herde von 300 Rindern von Manuelzão folgte.
- 2014: Grande Sertão: veredas, Comic von Eloar Guazzelli und Rodrigo Rosa, erschienen bei Editora Globo, 2014 in einer Luxusedition von 7000 Exemplaren exklusiv erhältlich bei Livraria Cultura, 2016 eine günstigere Ausgabe erhältlich im freien Buchhandel.
- 2017: Grande Sertão: veredas, Theaterstück unter der Regie von Bia Lessa, in den Hauptrollen Caio Blat (Riobaldo) und Luiza Lemmertz (Diadorim)[99]
- 2022: Grande Sertão: veredas, Neuverfilmung in Vorbereitung, Produzent: Filme Globo, Regie/Drehbuch: Guel Arraes und Jorge Furtado. Die Neuverfilmung verlagert den Schauplatz in eine große, von Mauern umgebene Favela und thematisiert damit die Gewalt in den Städten.[100]

## Bibliografie (Auswahl)

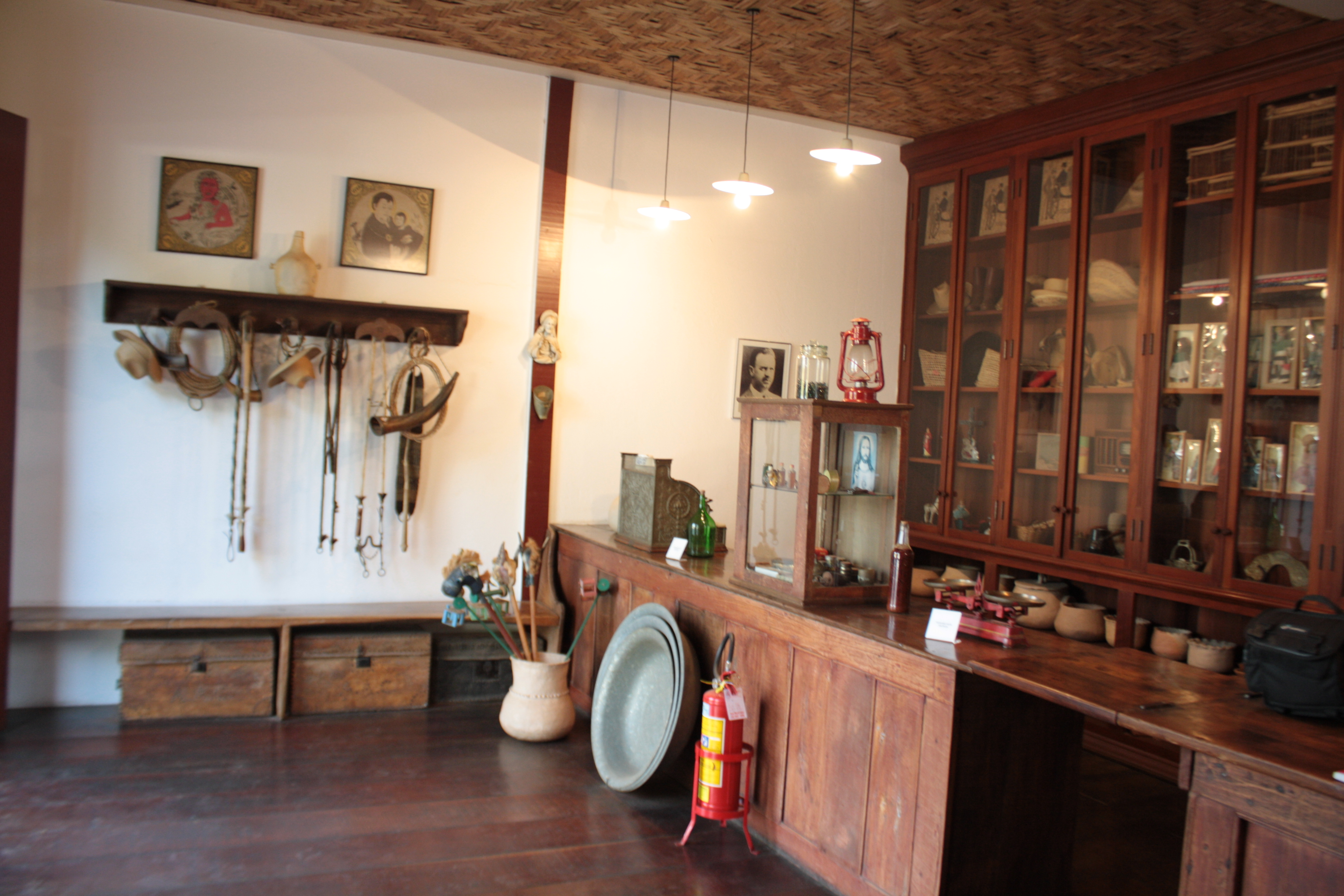
Museu Casa Guimarães Rosa, ehemaliges Wohnhaus mit Laden der Familie Guimarães in Cordisburgo, wo der Autor seine Kindheit verbrachte

- João Guimarães Rosa: Grande Sertão. Roman. 3. Auflage. Kiepenheuer & Witsch, Köln, Berlin 1965 (brasilianisches Portugiesisch: Grande Sertão: Veredas. Rio de Janeiro 1956. Übersetzt von Curt Meyer-Clason).

### Deutsche Ausgaben
Sämtliche deutschen Ausgaben basieren bis 1994 auf der Übersetzung von Curt Meyer-Clason. Der Schutzumschlag wurde von Hannes Jähn gestaltet. Eine Neuübersetzung, von Kiepenheuer & Witsch unterstützt, wird seit 2011 von Berthold Zilly erarbeitet. 
- 1964: deutsche Erstausgabe: Köln: Kiepenheuer & Witsch
- 1966: Frankfurt am Main: Büchergilde Gutenberg
- 1969: Berlin: Aufbau-Verlag (Der Lateinamerika-Kenner Hans-Otto Dill hatte für die Veröffentlichung in der DDR größte Bedenken geäußert. Erst Anna Seghers Vorwort zur deutschen Ausgabe machte die Publikation möglich)[101]
- 1987: Köln: Kiepenheuer & Witsch
- 1992: München: Deutscher Taschenbuch-Verlag, ungekürzte Ausgabe
- 1994: Köln: Kiepenheuer & Witsch

Die Seitenzählung der Ausgabe von 1987 bei Kiepenheuer & Witsch entspricht der Erstausgabe von 1964.

### Weitere Übersetzungen (europäische Sprachen)
- Englisch (USA): The Devil to Pay in the Backlands. Knopf, New York 1963. (Übersetzer: Harriet de Onís und James L. Taylor).
- Französisch: Diadorim. Roman. Albin Michel, Paris 1965. (Übersetzer: Jean-Jacques Villard).
- Spanisch: Gran Sertón: Veredas. Alianza Editorial, Madrid, 1967. (Übersetzer: Angel Crespo).
- Italienisch: Grande Sertão. Feltrinelli, Milano 1970. (Übersetzer: Edoardo Bizzarri).
- Tschechisch: Velká Divočina: cesty. Odeon, Prag 1971, (übersetzt von Pavla Lidmilová, überarbeitet von Pavla Lidmilová 2003)
- Polnisch: Wielkie pustkowie. Państwowy Instytut Wydawniczy, Warszawa 1972. (Übersetzer: Helena Czajka).
- Schwedisch: Livet är farligt, senhor. Banditen Riobaldos äventyr. Forum, Stockholm, 1974. (Übersetzer: Jan Sjögren)
- Slowakisch: Vel'ká pustatina. Edícia Vavrín, « Slovesnký Spisovatel' », Bratislava 1980 (Übersetzer: Ladislav Franek)
- Katalanisch: Gran Sertão: riberes. Ediciones 62, Barcelona, 1990, (Übersetzer: Xavier Pàmies)
- Französisch: Diadorim. Roman. Albin Michel, Paris 1991. (Übersetzerin: Maryvonne Lapouge-Pettorelli; Vorwort: Mario Vargas Llosa).
- Niederländisch: Diepe wildernis: de wegen. Roman. Meulenhoff « Literatura Latina », Amsterdam 1993. (Übersetzer: August Willemsen)[102].
- Dänisch: Djævelen på vejen. Samlerens Bogklub, Kopenhagen, 1997. (Übersetzer: Peter Poulsen)
- Norwegisch: Den Store Sertão, Gyldendal, Oslo, 2004, (Übersetzer: Bård Kranstad)
- Spanisch: Gran Sertón: Veredas, Adriana Hidalgo, Buenos Aires (Übersetzer: Florencia Garramuño und Gonzalo Aguilar)[103][104]

### Sekundärliteratur (Auswahl)
- Willi Bolle: Durch den Sertão von Guimarães Rosa. Bericht einer Wanderung und Kommentar seines Romans. In: Guimarães Rosa und Meyer-Clason. Literatur, Demokratie, ZusammenLebenswissen (= Mimesis. Romanische Literaturen der Welt. Band 84). Walter de Gruyter, Berlin/Boston 2020, ISBN 978-3-11-067770-6, S. 69, doi:10.1515/9783110677713-005.
- Marcus Vinicius Mazzari: Weltliteratur im brasilianischen Hinterland (Sertão). In: Dieter Lamping und Galin Tihanov (Hrsg.): Vergleichende Weltliteraturen / Comparative World Literatures. DFG-Symposium 2018. J. B. Metzler, Berlin 2020, ISBN 978-3-476-04924-7, S. 183–202.
- Hans Christoph Buch: Wo die wilden Kerle wohnen. Laudation auf Berthold Zilly. 2019 (hans-christoph-buch.de [PDF; abgerufen am 4. Februar 2021]).
- Berthold Zilly: «Procuro chocar e estranhar o leitor». Grandes Sertão: Veredas - a poética da criação e da tradução. In: FronteiraZ. Revista do Programa de Estudos Pós-Graduados em Literatura e Crítica Literária da PUC-SP. Nr. 19, Dezember 2017, ISSN 1983-4373 (portugiesisch, researchgate.net).
- Stefan Kutzenberger: Europa in «Grande Sertão: Veredas» – «Grande Sertão: Veredas» in Europa (= Internationale Forschungen zur Allgemeinen und Vergleichenden Literaturwissenschaft. Band 85). Editions Rodopi, Amsterdam – New York, NY 2005, ISBN 90-420-1605-1.
- Fanni Schiffer Durães: Riobaldo und Faust. Untersuchung zum Faust-Mythos bei João Guimães Rosa (= Abhandlungen zur Sprache und Literatur. Nr. 97). Romanistischer Verlag, 1996, ISBN 3-86143-054-1, ISSN 0178-8515.
- Martin Münchschwander: Grande Sertão: Veredas – Form und Figur. Dissertation. Universität Köln, Köln 1972.
- Paulo Soethe: «Goethe war ein sertanejo»: Das selbstreflexive Deutschland-Bild Guimarães Rosas. In: Peter Birle/Friedhelm Schmidt-Welle (Hg.): Wechselseitige Perzeptionen: Deutschland – Lateinamerika im 20. Jahrhundert. Frankfurtam Main, Vervuert 2007, S. 171–193.
- Marcel Vejmelka: Kreuzwege: Querungen – João Guimarães Rosas Grande sertão: veredas und Thomas Manns Doktor Faustus im interkulturellen Vergleich. Berlin, Tranvía 2005.